# Straßennetz

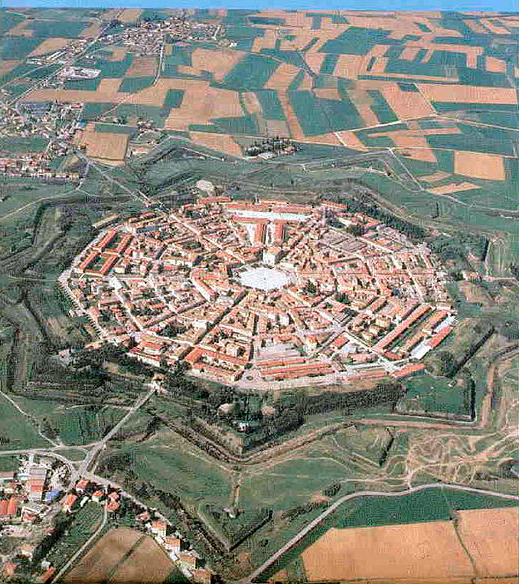
Das systematische Straßennetz der Planstadt Palmanova (März 2014)

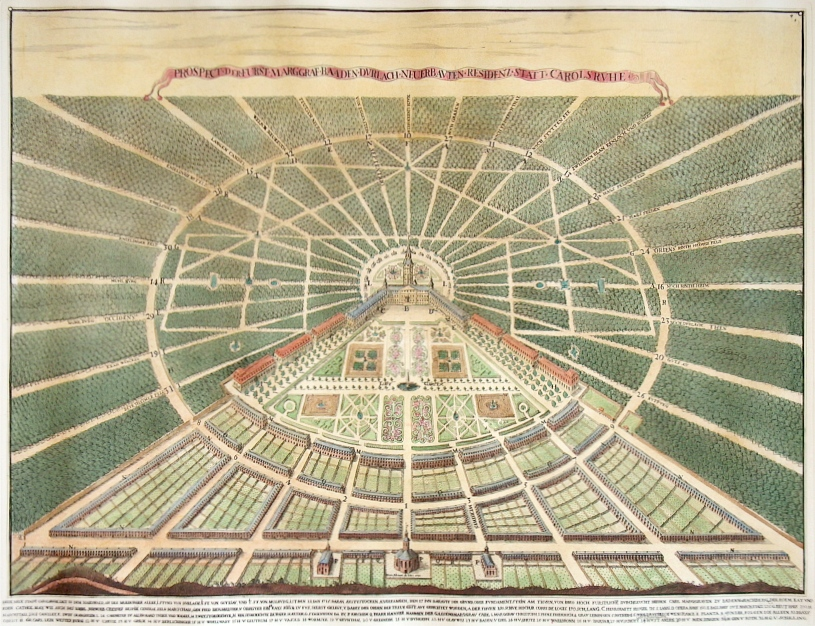
Idealisierte Karlsruher Stadtansicht, Kupferstich von Heinrich Schwarz 1721

Als Straßennetz wird im Verkehrswesen ein Netzwerk verstanden, das sich aus Straßen innerhalb eines Verkehrsraumes zusammensetzt.

## Allgemeines
Verkehrsraum kann eine Stadt, Region oder ein ganzer Staat sein. Beim Netzwerk handelt es sich konkret um ein Verkehrsnetz, zu dem neben dem Straßennetz auch das Schienennetz, im Wasserverkehr das Wasserstraßennetz und im Luftverkehr das Luftstraßennetz gehört. Straßennetze und Schienennetze sind ein Teil des Landverkehrs. 

## Netzwerk
Straßennetze bilden den wichtigsten Teil der Verkehrsinfrastruktur des Straßenverkehrs. Sie entstehen, wenn mehrere Straßen miteinander verbunden sind (durch Straßenkreuzungen, Anschlussstellen, Autobahngabelungen), so dass der Endpunkt einer einzelnen Straße auch durch Benutzung einer anderen Straße, die einen anderen Endpunkt hat, erreicht werden kann. Straßennetze verbinden eine Vielzahl von Ortschaften durch Verkehrsverbindungen. Zum Straßennetz gehört die systematische Einteilung in Straßenkategorien (Nahverkehr und Fernstraßen) und deren einheitliche Straßenbezeichnung. Das nationale Straßennetz ist im Regelfall mit dem Straßennetz von Nachbarstaaten verbunden, wodurch Straßennetze internationalen Charakter erhalten (Europastraßen, Panamericana).  

## Deutschland, Österreich und die Schweiz
Nach Angaben der Bundesanstalt für Straßenwesen umfasst das gesamte deutsche Straßennetz heute rund 627.000 km. Die Straßen im überörtlichen Verkehr sind in Deutschland 229.721 km lang, zuzüglich der Gemeindestraßen beträgt die Gesamtlänge rund 627.000 km.
| Straßenkategorie                             | Österreich Länge (in km) | Deutschland Länge (in km) | Schweiz Länge (in km) |
| -------------------------------------------- | ------------------------ | ------------------------- | --------------------- |
| Autobahnen                                   | 2.050                    | 13.192                    | 1.544                 |
| Bundesstraßen / übrige Nationalstrassen      | 2.258                    | 37.826                    | 710                   |
| Landes- und Staatsstraßen / Kantonsstrassen  | 33.849                   | 86.862                    | 17.203                |
| Kreisstraßen                                 | –                        | 91.841                    | –                     |
| Gemeindestraßen                              | 90.250                   | 398.000 (ca.)             | –                     |
| Übrige Strassen für den Motorfahrzeugverkehr | –                        | –                         | 65.406                |

## Statistik
Die Länge des Straßennetzes einer Region oder eines Staates dient der Verkehrsstatistik als Hinweis auf die Intensität der Verkehrsinfrastruktur im Straßenwesen („Straßendichte“). Die absolute Länge ist jedoch wenig aussagekräftig, weil tendenziell Flächenstaaten größere Straßennetze aufweisen als Mittel- oder Kleinstaaten.
Aus diesem Grund wird aus dem vorhandenen Straßennetz innerhalb eines Staates die Netzdichte errechnet, die sich aus der Länge der Straßen im Verhältnis zur Staatsfläche ergibt:
| Staat               | Länge Straßennetz (in km) | Netzdichte (in km/km²) |
| ------------------- | ------------------------- | ---------------------- |
| Vereinigte Staaten  | 6.586.610                 | 0,69                   |
| Indien              | 4.699.024                 | 1,42                   |
| Volksrepublik China | 4.577.300                 | 0,48                   |
| Brasilien           | 1.580.964                 | 0,19                   |
| Russland            | 1.283.387                 | 0,07                   |
| Japan               | 1.218.772                 | 3,22                   |
| Kanada              | 1.042.300                 | 0,10                   |
| Frankreich          | 1.028.446                 | 1,63                   |
| Australien          | 823.217                   | 0,11                   |
| Südafrika           | 747.014                   | 0,61                   |
| Spanien             | 683.175                   | 1,35                   |
| Deutschland         | 627.000                   | 1,75                   |

Weltweit beträgt die Gesamtlänge des Straßennetzes, bestehend aus befestigten und unbefestigten Straßen, rund 31,7 Millionen Kilometer. Die Netzdichte sagt aus, wie viel Kilometer (km) Straße auf einen Quadratkilometer (km²) Staatsfläche entfallen. Die Straßendichte ist in hoch entwickelten Flächenstaaten (USA, Japan) relativ hoch, aber auch in einigen weniger entwickelten Flächenstaaten (Indien).

## Wirtschaftliche Aspekte
Straßennetze sind wie alle Netzwerke anfällig für Störungen. Bei Straßennetzen führt eine zunehmende Verkehrsdichte – insbesondere während der Hauptverkehrszeit – zu Verkehrsstaus, extreme Witterung kann den Verkehr ganz zum Erliegen bringen. Fehlende Redundanzen im Straßennetz können zu erheblichen Störungen für den regionalen und überregionalen Personen- und Güterverkehr führen. Diese Störungen haben Verspätungen zur Folge, die bei Verkehrsunternehmen im Personentransport eine Nichteinhaltung des Fahrplans und im Gütertransport die Nichteinhaltung der Lieferzeit verursachen. Hierdurch können Transport- und Lieferketten insbesondere im multimodalen Verkehr unterbrochen werden. Dies kann einen Dominoeffekt bei anderen Verkehrsträgern auslösen. Transportintensive Unternehmen, die in Wertschöpfungsketten eingebunden sind, nutzen im Rahmen ihres Risikomanagements oder Resilienz-Managements unter anderem räumlich verteilte Beschaffungsstrategien oder synchromodale Transportkettenstrategien, bei denen die Verkehrsträger jederzeit gewechselt werden können.
In der Volkswirtschaftslehre wird diskutiert, dass es bei Allmendegütern wie Straßen, Wäldern und Gewässern zur Übernutzung (Verkehrsinfarkt im Straßennetz, Überweidung von Agrarflächen, Überfischung der Weltmeere, Überjagung der Tierwelt) kommen kann, weil für deren Nutzung keine oder zu geringe Marktpreise verlangt werden (Tragik der Allmende). Im Verkehrsstau ist eine Übernutzung der Verkehrsnetze zu sehen. Das – ursprünglich – öffentliche Gut Straße wird beim Verkehrsstau zum Allmendegut und zu einem Klubgut dann, wenn sie verkehrsarm ist und der Verkehrsteilnehmer eine Maut entrichten muss. Schließlich wird sie bei Verkehrsstau und Mautgebühr sogar zu einem privaten Gut.